# مردی که لیبرتی والانس را کشت
مردی که لیبرتی والانس را کشت (به انگلیسی: The Man Who Shot Liberty Valance) فیلمی در ژانر درام و وسترن به کارگردانی جان فورد
و با بازی جان وین، جیمز استوارت و ورا مایلز است که در سال ۱۹۶۲ منتشر شد.

## خلاصه داستان
سناتور رانسون استودارد (جیمز استوارت) به همراه همسرش هالی (ورا مایلز) برای شرکت در مراسم تشیع جنازه ششلول‌بند پیری به نام تام دانیفن (جان وین) وارد شهر می‌شوند. ورود آنها برای اهالی این شهر کوچک به لحاظ جایگاه سیاسی و اجتماعی سناتور غیرمنتظره است. چرا خاکسپاری یک ششلول‌بند برای سناتوری والامقام تا این حد اهمیت داشته باشد؟ سناتور در پاسخ به این پرسش که از سوی خبرنگار روزنامه محلی شهر کوچک مطرح می‌شود، سرگذشت خود و تام دانیفن را بازگو می‌کند.